# Баландін Володимир Олександрович
Володи́мир Олекса́ндрович Бала́ндін (рос. Владимир Александрович Баландин; 1923 — 30 грудня 1944) — радянський військовий льотчик, в роки Другої світової війни — командир авіаційної ланки 18-го гвардійського винищувального авіаційного полку 303-ї винищувальної авіаційної дивізії 1-ї повітряної армії, гвардії старший лейтенант. Герой Радянського Союзу (1945).

## Життєпис
Народився в місті Баку (Азербайджан) в родині нафтовика. Росіянин. Здобув неповну середню освіту. Працював токарем на машинобудівному заводі імені Дзержинського, одночасно займався в аероклубі.
До лав РСЧА призваний Бакинським МВК у 1941 році. У 1942 році закінчив Сталінградську військову авіаційну школу льотчиків.
Учасник німецько-радянської війни з травня 1942 року. Воював на винищувачах Як-1 і Як-7б у складі 18-го гвардійського винищувального авіаційного полку на Західному, Південному, 4-му Українському та 3-му Білоруському фронтах.
До жовтня 1944 року здійснив 228 бойових вильотів, у тому числі: на супроводження штурмовиків — 48; на супроводжння бомбардувальників — 74; на повітряну розвідку — 7; на перехоплення літаків супротивника — 19; на «вільне полювання» — 76; на блокування аеродромів — 4. Брав участь у 30 повітряних боях, у яких сбив особисто 15 та в парі — 1 літак супротивника.
30 грудня 1944 року загинув у повітряному бою. Похований на офіцерському кладовищі у м. Маріямполе (Литва).

## Нагороди
Указом Президії Верховної Ради СРСР від 19 квітня 1945 року гвардії старшому лейтенантові Баландіну Володимиру Олександровичу присвоєне звання Героя Радянського Союзу (посмертно).
Нагороджений орденом Леніна (19.04.1945), двома орденами Червоного Прапора (21.09.1943, 01.07.1944), орденами Вітчизняної війни 1-го (23.07.1943) та 2-го (05.01.1944) ступенів.